# Клан Монаган
Клан Монахан (англ. – Clan Monaghan, ірл. – Clann O'Manacháin) – клан О’Манехен - один із кланів Ірландії. Володів землями в королівстві Коннахт, переважно в нинішніх графствах Мейо, Голвей, Слайго та Роскомон. Назва клану перекладається з ірландської як «внук монаха», «монах».

## Історія клану Монахан
Колись це був могутній клан, що володів землями в королівстві Коннахт в баронстві Баллінотобер, графство Роскомон, аж док він був не витіснений зі своїх земель в 1249 році могутнім королівським кланом О’Браєн. Але аж до XVI столітті клан Монахан був сильним і впливовим кланом і був на чолі туати Ві Брюнь на Шонна (ірл. - Ui Briuin na Sionna). Вважається, що клан Монахан походить від воїна на ймення Манехен, який згадується в «Літописі Чотирьох Майстрів» у записах щодо 866 року.
Слід зауважити, що клан Монахан абсолютно не пов'язаний з графством Монахан, що ірландською мовою і пишеться і вимовляється інакше – Muineachán – Мунєхан. В перекладі це слово означає «місце маленьких пагорбів». У графстві Фермана є місцевий клан з подібною назвою, але ця назва означає «люди з Монахану».
Згідно легенди клан О’Монахан походить від воїна, що жив в VI столітті. Він був одним з особистих охоронців короля Коннахту. За це король дарував йому землі. У часи раннього середньовіччя король Коннахту мав 12 воїнів в своєму оточенні по одному з кожного з 12 кланів королівства. Клан О’Монахан був одним з таких кланів. Клан О’Монахан володів довгий час землями, які називали Землею Тьох Племен (туат) в верхів'ях річки Шеннон. Деякий час клан Монахан володів землями Маг Брік, що в нинішній парафії Кілмор Мей в графстві Слайго. У графстві Голвей в Домініканському соборі збереглася гробниця вождів клану Монахан.
Герб вождів клану Монахан являє собою золотий шеврон з трьома золотими зірками на синьому фоні.  Тартан клану Монахан складається зі смуг чорних, жовтих, брунатних кольорів.
Джеймс Кларенс Монахан (нар. 1803 році) був відомим поетом ХІХ століття. Ще один Джеймс Монаган (нар. 1862 році) став відомим американським поетом ірландського походження.
У 1643 році на Канарських островах поселився Джон Монахан, що займався питаннями оборони островів від нападу піратів. Потім його нащадки переселились до Венесуели.
Джеймс Генрі Монахан (1804 — 1878) народився в графстві Голуей, став Генеральним прокурором Ірландії, потім головою Верховного Суду Ірландії. Філіп Монахан (1894 – 1983) брав участь у війні за незалежність Ірландії, а згодом став впливовим державним службовцем. Рінті Монахан (1920 – 1984) – відомий боксер з Белфасту, став чемпіоном світу у 1947 році. Чарльз Монаган – борець за свободу та незалежність республіки Ірландія.
Нині люди з клану Монахан живуть крім Ірландії в США, Канаді, Австралії, Новій Зеландії. В Ірландії нині найбільше людей з клану Монахан живуть в графствах Фермана, Голвей, Мейо, Міт, Каван, Тірон, Монахан.

## Відомі люди з клану Монахан
- Карол Монахан – шотландський політик
- Домінік Монахан – артист
- Міхелл Монахан – актриса
- Камерон Монахан – артист
- Патрік Монахан – співак
- Вільям Монахан – новеліст